# Möss och människor
För andra betydelser, se Möss och människor (olika betydelser).
Möss och människor (engelsk originaltitel: Of Mice and Men) är en kortroman av den amerikanska författaren och nobelpristagaren John Steinbeck som publicerades 1937 av förlaget Covici Friede. Verket utspelas på den kaliforniska landsbygden någon gång under den stora depressionen och följer George och Lennie, två daglönare, som är på jakt efter arbete.
Romanen baseras på Steinbecks egna erfarenheter av att arbeta tillsammans med migrerande lantarbetare som tonåring på 1910-talet. Bokens titel anspelar på en strof ur "To a Mouse", en dikt av den skotska poeten Robert Burns, som lyder: "The best laid schemes o' mice an' men / Gang aft agley" (ungefär "De skönaste planer, antingen de är uppgjorda av möss eller människor, går ofta om intet").
Många dramatiseringar och föreställningar har gjorts som teaterpjäser runt hela världen, men har även filmatiserats flera gånger. Trots att boken också används ofta som läromedel i skolan, har den utsatts för flera censureringar för dess vulgaritet och vad vissa anser vara stötande och rasistiskt språk; följaktligen förekommer i Amerikanska biblioteksföreningens lista över "2000-talets mest kritiserade böcker".

## Bokens innehåll

### Handling
Boken handlar om George Milton och Lennie Small. Lennie är förståndshandikappad och blir omhändertagen av sin bäste vän, George. Lennie och George försörjer sig genom att arbeta på olika gårdar. Den senaste gården de arbetade på fick de båda fly ifrån. Lennie gillar att smeka mjuka saker och han blir intresserad av den röda bomullsklänningen som frun på gården bär. Han börjar smeka och ta i klänningen, kvinnan blir förskräckt och börjar skrika. Lennie blir då rädd och håller tag i klänningen ännu hårdare. När han väl släpper kvinnan springer hon till sin make och berättar att Lennie våldtog henne. George och Lennie ger sig av från gården i hast och flyr till en stad söderut. 
De hittar ett nytt arbete på en annan gård och bestämmer sig för att ta det. Natten innan de ska börja arbeta på gården sover de under bar himmel i skogen och pratar om den egna gård de fantiserar om att skaffa. Lennie halar upp en död mus ur fickan och börjar smeka den, George blir lite arg på honom och slänger musen i en sjö. Nästa morgon tar de anställning vid gården, de får varsin säng och en liten hylla att ha sina saker på. De träffar de andra männen på gården och George förklarar att Lennie inte är riktigt “klar” i huvudet men att han arbetar bra och är stark som en oxe. George blir ganska snabbt vän med Slim, mannen som är chef över hästarna. Lennie blir vän med den enarmade gamlingen Candy. De båda träffar sedan på Curley, basens son, som har varit boxare och direkt fattar agg mot Lennie. 
När arbetarna ger sig av till stan talar Lennie och Candy om Georges och Lennies dröm, att köpa ett landområde och bruka det. De ska inte ta order från någon och Lennie ska få sköta kaninerna. Candy vill också vara med på detta så han erbjuder sina besparingar på 350 dollar. Lennie och George går med på detta. De andra arbetarna beskyller Candys hund för att lukta illa och skjuter den i nacken. Slim erbjuder därför en av sina hundvalpar till Candy, som accepterar en valp. Lennie får också en av hundvalparna , han blir överlycklig och smeker den direkt när han får en ledig stund på gården. 
Curley går på Lennie och börjar boxa honom i magen medan Lennie står där och tittar undrande på George. George skriker åt honom att slå till Curley. Lennie tittar på Curley och tar tag i hans hand och klämmer den i sin näve. Curley bryter vartenda ben i hela handen, och George utpressar Curley genom att säga att hans hand fastnat i en maskin, om han inte vill att de berättar vad han gjorde. En tid senare sitter Lennie med sin hundvalp död i famnen i ladugården. Curleys fru kommer och sätter sig och talar med honom. Efter ett tag säger hon att Lennie får smeka hennes hår, men sedan tycker hon att han rufsar till det och skriker åt honom att sluta. Lennie blir rädd och håller hårdare. Kvinnan skriker högre och han håller för hennes mun och skakar om henne så att hon bryter nacken och dör. 
Lennie blir rädd och springer ut i skogen där han och George var innan de började arbeta på gården. Candy är den första att se den döda kroppen, och ropar dit de andra. De förstår att det är Lennie som har dödat henne. På Curleys uppmaning går männen ut i skogen med vapen för att döda Lennie. George hittar Lennie sittande vid en liten sjö, på samma plats som George hade bett honom att befinna sig om något uppstod. George talar lite med honom och ber honom titta på en viss punkt. George berättar om den lilla gården de skulle ha och skjuter honom i nacken. Detta för att Lennie ska vara ovetande om sin egen död. George dödar Lennie av kärlek, då han inte vill att Lennie ska behöva lida av smärtan som Curley och hans män skulle åsamka honom.

### Karaktärer
- George Milton
- Lennie Small
- Candy
- Slim
- Curley
- Curley's wife (Curleys fru)
- Crooks
- Candy's dog (Candys hund)
- Carlson
- The Boss
- Whit

## Dramatiseringar

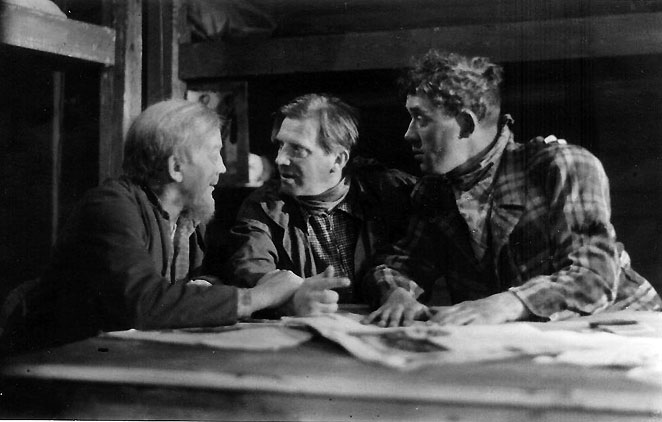
Möss och människor på Dramaten.
På bilden: Axel Högel som Candy, Lars Hanson som George och Holger Löwenadler som Lennie.

Boken har dramatiserats många gånger, bland annat på Dramaten i regi av Alf Sjöberg. Denna uppsättning hade premiär 9 maj 1940.